# Hierodula mindanensis
Hierodula mindanensis är en bönsyrseart som beskrevs av Werner 1930. Hierodula mindanensis ingår i släktet Hierodula och familjen Mantidae. Inga underarter finns listade i Catalogue of Life.